# 경정 (계급)

대한민국 경정의 계급장

경정(警正,)은 각국 경찰과 대한민국 경찰공무원의 계급 중 경감의 위, 총경의 아래로, 준고위급 간부에 속한다.
5급 사무관에 상당하며 소방관의 소방령, 군대의 중령(대대장)에 대응한다.
14년 안에 총경으로 승진하지 못하면 계급정년에 걸려 퇴직해야 한다.
경찰공무원 중에서 소방공무원을 보하던 때에는 소방경정 계급이 따로 존재하였다.

## 보직
| - 경찰서 과장 - 시•도경찰청 계장 - 시•도경찰청 기동대장 - 불법사행산업감시·신고센터장 - 경찰특공대장 - 고속도로순찰대장 | - 1000톤 이상 대형함장(5000톤제외) - 해양경찰서, 해양경찰정비창 과장 - 해양경찰청, 지방청 계장 - 서해해양특수구조대장 - 해양경찰청, 지방청 상황센터장 - 지방해양경찰청 항공단장 | - 제주특별자치도 자치경찰단 교통생활안전과장 - 제주특별자치도 자치경찰단 관광경찰과장 - 제주특별자치도 자치경찰단 주차지도과장 - 제주특별자치도 자치경찰단 서귀포지역경찰대장 |  |

제주자치경정의 계급장

## 계급정년
- 14년 안에 총경으로 승진하지 못하면 퇴직해야 한다.

## 같이 보기
- 대한민국 경찰공무원의 계급 목록